# Esse est percipi aut percipere
 (mai 2023).
Si vous disposez d'ouvrages ou d'articles de référence ou si vous connaissez des sites web de qualité traitant du thème abordé ici, merci de compléter l'article en donnant les références utiles à sa vérifiabilité et en les liant à la section « Notes et références ».
Esse est percipi aut percipere est une locution latine pouvant être traduite en français par « Être, c'est être perçu ou percevoir ». Elle résume l'immatérialisme de George Berkeley. La formulation exacte de Berkeley, au début des Principes de la connaissance humaine, est la suivante :
« Car pour ce qu’on dit de l’existence absolue des choses qui ne pensent point, existence qui serait sans relation avec ce fait qu’elles sont perçues, c’est ce qui m’est parfaitement inintelligible. Leur esse consiste dans le percipi, et il n’est pas possible qu’elles aient une existence quelconque, hors des esprits ou choses pensantes qui les perçoivent. » (A Treatise Concerning the Principles of Human Knowledge, Dublin, 1710 ; Les Principes de la connaissance humaine, trad. Charles Renouvier, A. Colin, 1920, I, §3)
Cette formule est en réalité un leitmotiv qui traverse l'ensemble de la philosophie depuis Parménide. En effet, dans son Poème, ce dernier dit :
« τὸ γὰρ αὐτὸ νοεῖν ἐστίν τε καὶ εἶναι » / « tó gár aftó noeín estín te kaí eínai », que l'on peut traduire par : « Car penser et être sont une même chose ».
L’histoire de la tradition métaphysique occidentale est une variation sur ce même thème. « Penser et être sont une même chose » devient une égalité uniforme esse=percipi chez Berkeley. On connaît le « je pense donc je suis » qui fonde chez Descartes l’être sur la pensée. Avec Kant, l’étant devient objet de l’expérience et l’être est défini comme l’objectivité de l’objet. Le principe suprême des jugements synthétiques a priori reformule la parole parménidienne dans la perspective transcendantale qui identifie les conditions de possibilité de toute expérience possible avec celles de tout objet possible. Il s’énonce : « les conditions de la possibilité même de l’expérience sont du même coup les conditions de la possibilité des objets de l’expérience. » (CRP A 158 | B 147) : le "du même coup" est une réinterprétation du "to auto" parménidien. Dans la préface à la Phénoménologie de l'esprit, Hegel dit également : « l’Être est Penser. »
Cependant, Parménide ne dit pas que l’être est identique à la pensée ou que penser est la même chose que "être". Il ne s’agit ni d’un idéalisme ramenant la réalité extérieure (la res extensa) à la pensée (res cogitans), ni d’un matérialisme au sens où la pensée serait quelque chose de matériel. To auto (le même) est le sujet de la proposition à la différence des formulations qui feront, dans la suite de la tradition, de l'être (idéalisme) ou du percevoir (matérialisme) les sujets de la proposition. Il ne s’agit pas encore chez Parménide de l’indifférence du pareil au même. Penser et être sont différents et c’est par cette différence qu’ils s’entre-appartiennent.